# Kagers

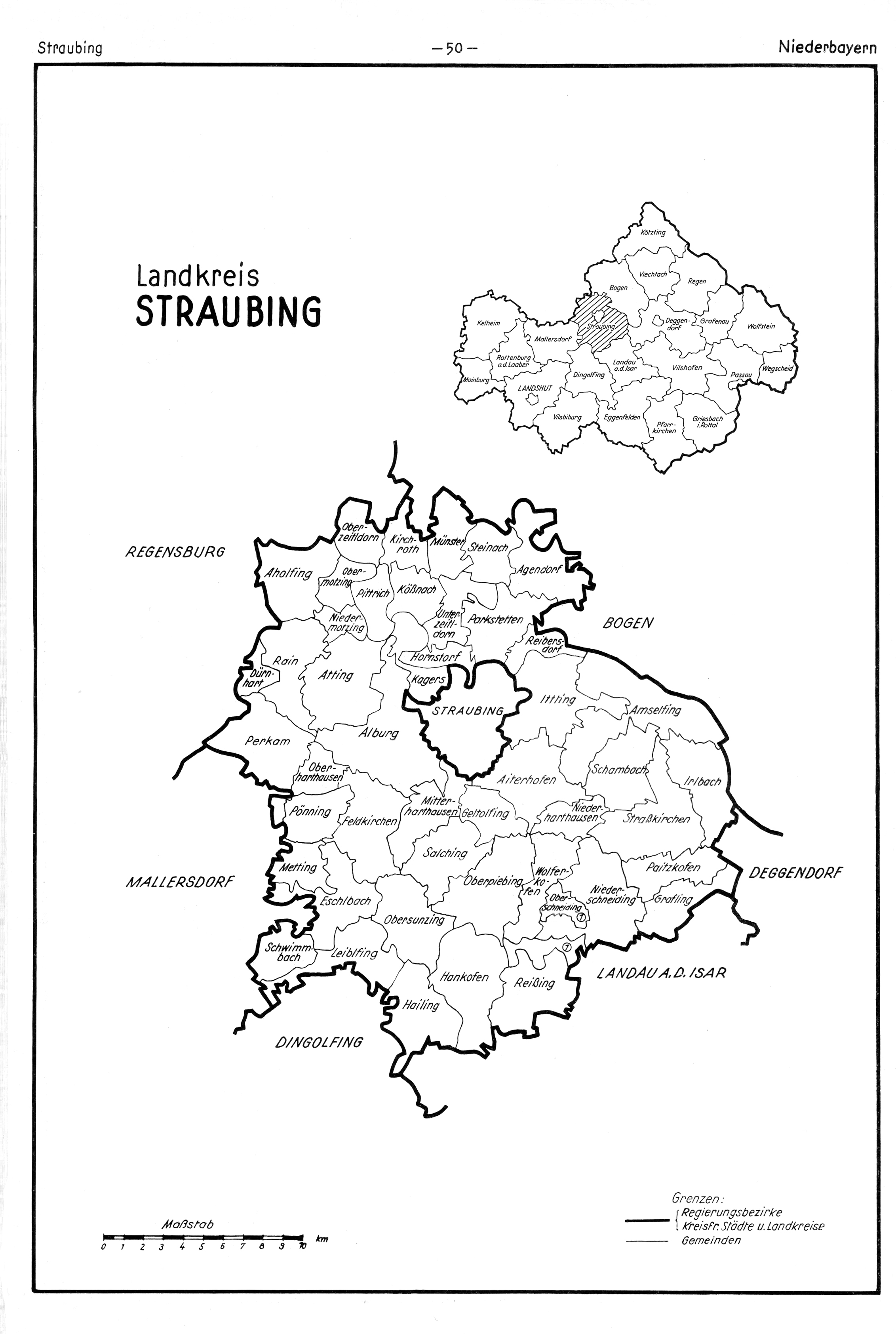
Der Landkreis Straubing (bis 1972) mit den damaligen Gemeinden. Kagers grenzte nordwestlich an die kreisfreie Stadt Straubing in den damaligen Grenzen.

Kagers ist ein Stadtteil der niederbayerischen kreisfreien Stadt Straubing, sowie eine Gemarkung im nördlichen Stadtgebiet. Bis 1972 bildete es eine selbstständige Gemeinde.

## Lage
Kagers liegt im Gäuboden südlich der Donau im Nordwesten des Straubinger Stadtgebietes.

## Geschichte
Bereits in einer Urkunde von Kloster St. Emmeram von etwa 883 bis 887 wird Chaparussa erstmals erwähnt. Burg und Gerichtsrechte wurden im 13. Jahrhundert von den Wittelsbachern vermutlich mitsamt dem Erbe der Grafen von Bogen übernommen. Der Ort und dessen Gericht wurde von den Herzögen mehrfach verpfändet und wiedereingelöst. Dabei trat der ziemlich seltene Fall auf, dass landesherrlicher Besitz in Form einer Hofmark verwaltet wurde.
Das Kastenbuch von 1502 verzeichnet erstmals Kagers als Hofmark. In der Kastenamtsrechnung von 1516 wird die Hofmark Kagers zum Landgericht Haidau gezählt. 1532 wurde der „Straubinger Fugger“, der Bürger Caspar Lerchenfelder zur Tilgung einer Restschuld des Herzogs von 3.000 Rheinischen Gulden auf Lebenszeit zum Verwalter der Hofmark Kagers sowie der Hofmark Moshaim bestellt. Die Hofmark Kagers zählte 1599 zum Oberamt Alburg des Landgerichtes Straubing. Sie gehörte dem Landesfürsten und wurde von den Erben Lerchenfelders verwaltet. Bis 1609 blieb Kagers in den Händen der Lerchenfelder, danach unterstand es dem Rentamt Straubing bis 1803.
1808 wurde der Steuerdistrikt Kagers geschaffen, aus dem 1818/1821 die Ruralgemeinde Kagers im Landgericht Straubing hervorging. Sie umfasste 1961 außer dem Ortsteil Kagers noch die Ortsteile Breitenfeld und Öberau und gehörte zum Landkreis Straubing. Am 1. Januar 1972 gelangte die Gemeinde Kagers im Zuge der Gebietsreform in Bayern zur Stadt Straubing. Kirchlich gehört Kagers zur Stadtpfarrei St. Jakob.

## Sehenswürdigkeiten
- Filialkirche Heilig-Kreuzauffindung aus dem Jahre 1752

## Vereine
- SV Kagers. Er wurde 1957 gegründet und bildete 2011 mit dem Postsportverein Straubing die Spielgemeinschaft Post Kagers.
- CSU Straubing-Kagers
- Feuerwehr Straubing LZ Kagers. Als Gründungsjahr der Freiwilligen Feuerwehr Kagers gilt das Jahr 1875. Nach der Gebietsreform kam die Feuerwehr Kagers zur Freiwilligen Feuerwehr Straubing und bekam dort die Bezeichnung „Löschzug Kagers“.
- Eishockey: Der ESV Kagers war ein Eishockeyverein, der in den 90er Jahren am Spielbetrieb des "Bayerischen Eissportverbandes (BEV) teilnahm.[4] Die größten Erfolge des Vereins waren 1992 die Meisterschaft der Bezirksliga Gruppe II, die BBzL Vizemeisterschaft, der Aufstieg in die Bayerische Landesliga und 1993 der Aufstieg in die Eishockey-Bayernliga. Quelle: rodi-db.de[5]